# Kanton Le Bény-Bocage
Le Bény-Bocage is een voormalig kanton van het Franse departement Calvados. Het kanton maakte deel uit van het arrondissement Vire.
Op 22 maart 2015 werd het kanton opgeheven en werden de gemeenten opgenomen in het kanton Condé-sur-Noireau.

## Gemeenten
Het kanton Le Bény-Bocage omvatte de volgende gemeenten:
- Beaulieu
- Le Bény-Bocage (hoofdplaats)
- Bures-les-Monts
- Campeaux
- Carville
- Étouvy
- La Ferrière-Harang
- La Graverie
- Malloué
- Montamy
- Mont-Bertrand
- Montchauvet
- Le Reculey
- Saint-Denis-Maisoncelles
- Sainte-Marie-Laumont
- Saint-Martin-des-Besaces
- Saint-Martin-Don
- Saint-Ouen-des-Besaces
- Saint-Pierre-Tarentaine
- Le Tourneur